# 南喜一
南 喜一（みなみ きいち、1893年2月19日 - 1970年1月30日）は、昭和期の男性実業家。元国策パルプ（日本製紙の前身の一つ）会長。通称「ガマ将軍」（友人の尾崎士郎が命名者とされる。なお、南は人生劇場の登場人物のモデルの一人でもある）。

## 来歴・人物
石川県石川郡三馬村 現在の石川県金沢市に生まれる。17歳で専検合格後上京し、人力車夫・演歌師などをしながら早稲田大学理工科に学ぶ。この頃、倉持忠助や飯島一家の面々とも交流を結ぶ。大学を中退した後はグリセリン工場を経営する。
1923年、関東大震災後の混乱に乗じて起こった亀戸事件で実弟・吉村光治を警察に殺されたことを契機に、当時非合法の日本共産党（第二次共産党）に入党し、各種の労働争議を指導する。1928年三・一五事件で逮捕され、獄中で転向する。出所後は赤線地帯玉の井の私娼解放運動等に携わったのち、1940年転向仲間の水野成夫と古紙再生会社「大日本再生製紙」を設立する。1945年には宮島清次郎が社長を務めていた国策パルプと合併し、同社の常務取締役となる。戦後は副社長（1959年）、副会長（1960年）、会長（1962年）を歴任。またヤクルト本社会長（1963年）、日本クロレラ研究所会長なども務めた。
ヤクルト本社会長時代、同社はプロ野球・サンケイアトムズを産業経済新聞社・フジテレビジョンから買収した。同球団や産経・フジテレビはいずれも水野が経営していたものであり、経営が悪化した同球団をヤクルト本社が買収したこの一件について、当時は「水野の窮地を盟友の南が救った」と言われていた。なお、同球団は現在の東京ヤクルトスワローズである。
出生地といわれている現在の石川県金沢市有松にある上有松会館に南喜一の銅像がある。南は上有松会館を寄付した人物と言われている。

## 『ガマの聖談』
性豪としても有名。南は75歳で愛人を8人囲っていた。また猥談の名手として知られ、著書にエロトークのエッセイ集『ガマの聖談　人生に関する珍考漫考』（カッパ・ブックス、1968年）がある。題名は尾崎士郎が南喜一に命名したといわれる渾名である「ガマ将軍」に由来する。本書は月刊誌『宝石』（光文社）1965年10月号から1967年11月号の連載を書籍にしたものである。例えば本書では「おれはいま七十五歳だが、自分の生涯を振り返ってみて、性腺の分泌は二十代、三十代より今のほうがはるかに充実していると思う」という話が掲載されている。末國善己によると、実体験というには信じがたい話もあるが、話は上手く面白みがある。坪内祐三は、「ガマ将軍、なかなか文筆家としていいんだよね!」と評価している。本書は殆ど性的な内容であるが、著者は最後に「今日まで健康でいられるのはヤクルトを飲み続けているからだ」と締めている。この書籍は50万部のベストセラーとなり、人気を博した。本書の裏表紙においても、南の盟友・水野成夫の解説によると、同じく南の盟友の尾崎士郎が「ガマ将軍」の渾名を付けたのであるという。このトーク集は、実際は大宅壮一の門下生末永勝介がゴーストライターとなって書いた作品であり、末永同様に大宅の門下生である草柳大蔵によると、南喜一の話を末永が題材にしたものである。
戦前に東京・玉の井の私娼解放運動をしていた南は、『ガマの聖談』出版の翌1969年、『ガマの闘争　玉の井私娼解放の記録』（三笠書房）を出版した。1929年、東北は大凶作に見舞われ、貧農は娘を売り払った。『ガマの闘争』によると、玉の井や吉原の業者は、東北など地方の百姓を使って娼婦を集めていた。百姓は若い娘の居る農家の親に「東京へ行って屋敷奉公をすると、行儀見習いも裁縫もいろんなことが習える。そのうえ月に五円でも一〇円でも送金することができる。」と話を持ち掛け、親は娘を東京で出稼ぎさせることにするが、実際には田舎の親の知らないところで娘は売春婦として働かされていた。1933年から1934年に南は約220人の娼婦を親元に返す救済に努めたが、一般社会に完全復帰できた者は2人だけであった。娼婦の親からは「娘も東京にさえいたら、毎月いくらかでも送金してよこせるのに」、「貧乏暮らしにごくつぶしが増えてしまった」、という会話も聞こえてきた。
南の死後、末永勝介の著者名で『新ガマの聖談　男性の欲望を開放するバイブル』（サン・ブックス、1973年）が出版された。
1980年、南喜一の著者名で『続・ガマの聖談　南喜一の風流夜話』（蒼洋社）が刊行され、カバーの折り込み部分（そで）に、「著者代」により次のように記述されている。
——— つまり続篇を書くつもりでいたんだ。ところが2年後に癌のやろうがおれの生命を奪いやがった。残念でならん。ところが、おれが続篇執筆のために、少しずつ書き溜めていたやつを、うまいぐあいに見つけだしてくれた男がいて、おれの代わりに約束を果たしてくれるという。———
1981年に南喜一著『海外版　ガマの聖談　南喜一の風流夜話』（蒼洋社）が出版された。本書のカバーでも既に死去している南が語るかのように「まさかいまになって本になるとはな。本書が俺の体験談か否かは読者の判断に委ねるがね......。」と記述されている。

## 著書
- 南喜一『これからの食生活』玄文社、1946年。
- 小田邦雄／南喜一『食奇談』玄文社、1947年。
- 南喜一『蟇（ガマ）のみてきた世界』酣灯社、1953年。
- 南喜一『九千万人の食生活　これだけは知っておきたい』日本食生活協会、1957年。
- 南喜一『ガマの聖談　人生に関する珍考漫考』カッパ・ブックス、1968年。
- 南喜一『ガマの闘争　玉の井私娼解放の記録』三笠書房、1969年。
- 南喜一『女を泣かすな　南喜一闘争の記録』三笠書房、1971年。
- 南喜一『南喜一著作全集』永田書房、1971年。
- 南喜一『続・ガマの聖談　南喜一の風流夜話』蒼洋社、1980年。
- 南喜一『海外版　ガマの聖談　南喜一の風流夜話』蒼洋社、1981年。